# 王晓科
王晓科（1964年11月—），男，汉族，安徽当涂人，1995年1月加入中国共产党，中华人民共和国政治人物，中共二十大代表。现任湖南省人大常委会秘书长。

## 生平
1983年7月毕业于安徽师范大学数学系数学专业，1989年在上海财经大学数量经济专业攻读研究生，1992年获硕士学位，1996年获经济学博士学位。曾任上海市浦东新区纪委委员，区教育局局长、党工委书记，区政府教育督导室主任。上海市崇明区委常委、组织部部长。2023年1月，当选湖南省第十四届人民代表大会常务委员会秘书长。